# Torsten Hiekmann
Torsten Hiekmann (Berlín, 17 de marzo de 1980) es un antiguo ciclista alemán.

## Biografía
Torsten Hiekmann pasó a profesional en 2001 después de algunos resultados prometedores en categorías juniors, como por ejemplo la consecución del Campeonato del mundo en contrarreloj juniors. Estuvo en el equipo Telekom, convertido en T-Mobile, hasta 2005. Después se unió al equipo Gerolsteiner, por dos años.
Puso fin a su carrera deportiva en 2008, cuando sólo tenía 27 años, justificando su decisión en la situación difícil del ciclismo en ruta:

«Hice lo que pude durante años y he entrenado duro, lo que me ha permitido lograr uno o dos resultados a lo largo de mi carrera. Es por tanto difícil de luchar contra ciertos corredores, todo el mundo sabe de lo que hablo.»

## Palmarés
1997
- Campeonato Mundial Contrarreloj júnior

2003
- Gran Premio de Schwarzwald

2006
- 1 etapa del Regio-Tour

## Resultados en Grandes Vueltas y Campeonatos del Mundo
| Carrera         | Carrera         | 2001 | 2002 | 2003 | 2004 | 2005 | 2006 | 2007 |
| --------------- | --------------- | ---- | ---- | ---- | ---- | ---- | ---- | ---- |
|                 | Giro de Italia  | ―    | 49.º | ―    | ―    | ―    | 85.º | ―    |
|                 | Tour de Francia | ―    | ―    | ―    | ―    | ―    | ―    | ―    |
|                 | Vuelta a España | ―    | ―    | 75.º | Ab.  | ―    | 57.º | 80.º |
| Mundial en Ruta | Mundial en Ruta | —    | ―    | Ab.  | ―    | ―    | ―    | ―    |

―: no participa
Ab.: abandono